# 加暉閣
加暉閣（英語：Ka Fai Court），是位於香港香港島中西區石塘咀的一個屋苑，也是香港房屋協會轄下的一個市區改善計劃屋苑，1988年6月入伙，門牌號碼為加倫臺22號，即石塘咀市政大廈斜對面，地理上亦接近同類計劃屋苑毓明閣及居仁閣。該住宅為單幢樓，每層有兩單位，共有46個單位。現時單位跟其他市區改善計劃樓宇一樣，可以透過自由市場公開發售，並無任何申請資格和轉讓限制。

## 鄰近
- 石塘咀市政大廈
- 聖安多尼堂及學校、聖類斯中學
- 聖士提反堂中學、聖保羅書院
- 香港大學孔慶熒樓及本部大樓
- 毓明閣、居仁閣

## 外部連結
- 加暉閣 （页面存档备份，存于），香港房屋協會